# ザ・バーシティマッチ
ザ・バーシティマッチ（英: The Varsity Match）は、イングランドのオックスフォード大学とケンブリッジ大学との間で毎年開催されるラグビーユニオンの定期戦である。この催しは1872年に始まり、2度の世界大戦でのみ中断された。1921年からは、トゥイッケナム・スタジアム（ロンドン）でプレーされている。通常は12月初旬にプレーされる。
2019年の138試合目の終了時点で、オックスフォード大学RFCの60勝、ケンブリッジ大学RUFCの64勝、引き分けが14試合となっている。オックスフォードとケンブリッジとの間のバーシティマッチはその他様々なスポーツにおいても行われる。例えば、記録に残る歴史上初の水球の試合は1891年にオックスフォードとケンブリッジとの間でプレーされた。
女子のラグビー・バーシティマッチは1988年に初めてプレーされ、2015年からは男子の試合と同日にトゥイッケナムで開催されている。

## 歴史
ザ・バーシティマッチの歴史は1872年にまで遡る。これは史上初のラグビーの国際試合（スコットランド対イングランド）の一年後であった。ケンブリッジとオックスフォード双方が顔合わせと、試合のために職員を送った。ザ・パークス（オックスフォード）で20人制のゲームをプレーした（現在は1チーム15人制である。フィールド上1チーム15人と規定されのは1875年のこと）。オックスフォードが初顔合わせで勝利した。この初試合においてオックスフォードは紺青色のジャージ（今日と同じであるが、一時期は白色を使用した）を着用したが、ケンブリッジはピンク色のジャージー（1876年に青および白に変更）でプレーした。
1873年の2回目のバーシティマッチはパーカーズ・ピース（ケンブリッジ）でプレーされたが、これ以後は常にロンドンでプレーされている。ケニントンにあるジ・オーバルでは7試合、ブラックヒースにあるリチャードソンズ・フィールドでは3試合、レクトリー・フィールドで4合が行われた。1887年から1920年まではケンジントンにあるクイーンズ・クラブが会場として使われた。1921年、試合会場はラグビー・フットボール・ユニオンの有名なホームグラウンドであるトゥイッケナムへ移された。

## レフリー
当初はレフリーはいなかったが、1881年の試合でH. H. Taylorが初めてレフリーを務めた。これ以前は各大学から1人、計2名のアンパイア（仲裁人）がいた。
現在は、テレビジョンマッチオフィシャルもいる。

## スポンサー
- 2001–2005: マーシュ・アンド・マクレナン（MMC）[7][8][9]
- 2006–2007: リーマン・ブラザーズ[10]
- 2008–2011: 野村グループ[10]
- 2012– : ポル・ロジェ（英語版）およびグレンファークラス蒸留所（英語版）[11]

ユニフォーム製作
- –2014 : ジャック・ウィルス[12]

## 著名な参加者
ザ・バーシティ・マッチでプレーした多くの選手が国際舞台で活躍した。
- Paul Ackford（ロック、ケンブリッジ）
- Simon Amor（スクラムハーフ、ケンブリッジ）
- Rob Andrew（フライハーフ、ケンブリッジ）
- Stuart Barnes（フライハーフ、オックスフォード）
- Phil de Glanville（センター、オックスフォード）
- Phil Davies（センター、ケンブリッジ）
- Mark Denney（センター、ケンブリッジ）
- Simon Halliday（センター、オックスフォード）
- Alastair Hignell（フルバック、ケンブリッジ）
- Damian Hopley（センター、ケンブリッジ）
- Martin Purdy（ロック、ケンブリッジ）
- Marcus Rose（フルバック、ケンブリッジ)
- Chris Sheasby（ナンバー8、ケンブリッジ）
- Oliver Tomaszczyk（プロップ、オックスフォード）
- Victor Ubogu（プロップ、オックスフォード）
- Tony Underwood（ウイング、ケンブリッジ）
- Ben Woods（フランカー、ケンブリッジ）
- David Humphreys（フライハーフ、オックスフォード）
- Tyrone Howe（ウイング、オックスフォード)
- Mike Gibson（センター、ケンブリッジ）
- David Quinlan（センター、ケンブリッジ）
- Joe Ansbro（センター、ケンブリッジ）
- Simon Danielli（ウイング、オックスフォード）
- Gavin Hastings（フルバック、ケンブリッジ）
- Simon Holmes（オープンサイドフランカー、ケンブリッジ）
- Stuart Moffat（フルバック、ケンブリッジ）
- Rob Wainwright（フランカー、ケンブリッジ）
- Gerald Davies（ウイング、ケンブリッジ）
- Onllwyn Brace（フライハーフ、オックスフォード）
- Eddie Butler（ナンバー8、ケンブリッジ）
- Gareth Davies（フライハーフ、オックスフォード）
- Jamie Roberts（センター、ケンブリッジ）
- Marco Rivaro（センター、ケンブリッジ）
- 岩渕健輔（ケンブリッジ）
- 林敏之（オックスフォード）
- Thomas Baxter（フライハーフ-1958, フランカー-1959、オックスフォード）
- Roger Davis（オックスフォード）
- ジェームズ・ホーウィル（ロック、ケンブリッジ）
- Tom Lawton Snr（フライハーフ、オックスフォード）
- Brendon Nasser（ナンバー8、オックスフォード）
- Bill Ross（フッカー、オックスフォード）
- Ainslie Sheil（オックスフォード）
- Brian Smith（フライハーフ、オックスフォード）
- Troy Coker（ナンバー8、オックスフォード）
- Bob Egerton（ウイング、オックスフォード）
- Joe Roff（ウイング、オックスフォード）
- ダン・ヴィッカーマン（ロック、ケンブリッジ）
- イアン・ウィリアムス（ウイング、オックスフォード）
- Chris Laidlaw（ハーフバック、オックスフォード）
- David Kirk（ハーフバック、オックスフォード）
- Mark Ranby（センター、ケンブリッジ）
- アントン・オリバー（フッカー、オックスフォード）
- Mark Robinson（センター、ケンブリッジ）[14][15]
- Tommy Bedford（オックスフォード)
- Nick Mallett（オックスフォード）
- Flip van der Merwe（ロック、ケンブリッジ)
- Anton van Zyl（ロック、オックスフォード）
- Mathew Guinness-King（センター、ケンブリッジ）
- Gareth Rees（フライハーフ、オックスフォード）
- Kevin Tkachuk（プロップ、オックスフォード）
- Andrew Bibby（ウインガー、オックスフォード）
- Stan McKeen（フランカー、オックスフォード）
- Gary Hein（ウイング、オックスフォード）
- Don James（プロップ、オックスフォード）
- Will Johnson（プロップ、オックスフォード）
- Ray Lehner（プロップ、オックスフォード）
- Doug Rowe（スクラムハーフ、ケンブリッジ）
- Adam Russell（ロック、オックスフォード）
- Kurt Shuman（フルバック、オックスフォード）
- Nate Brakeley（ロック、ケンブリッジ）

ラグビーワールドカップ1987で優勝したオールブラックスのキャプテンを務めたデイヴィッド・カークは、オックスフォードからのローズ奨学制度を受け入れて代表から引退した後の1987年と1988年のザ・バーシティマッチでプレーした。オーストラリア代表としてラグビーワールドカップ1987に出場したブライアン・スミスはオックスフォードの一員として1988年と1989年（キャプテンとして）のバーシティマッチでプレーし、1990–1991年はアイルランド代表としてプレーした。元オーストラリア代表のジョー・ロフはプロラグビーから引退後にオックスフォードの一員として2006年と2007年のバーシティマッチれプレーした。最も著名な選手は、元オールブラックスのフッカーであるアントン・オリバー（オックスフォード）と元ワラビーズのロックであるダン・ヴィッカーマン（ケンブリッジ）である。ヴィッカーマンは2009年の試合でケンブリッジのキャプテンを務めた。

## 勝者
結果と情報はバーシティマッチのウェブサイト上で入手可能。

### 男子
- 1872: オックスフォード
- 1873: ケンブリッジ
- 1873: 引き分け
- 1874: 引き分け
- 1875: オックスフォード
- 1876: ケンブリッジ
- 1877: オックスフォード
- 1879: 引き分け
- 1880: ケンブリッジ
- 1880: 引き分け
- 1881: オックスフォード
- 1882: オックスフォード
- 1883: オックスフォード
- 1884: オックスフォード
- 1885: ケンブリッジ
- 1886: ケンブリッジ
- 1887: ケンブリッジ
- 1888: ケンブリッジ
- 1889: オックスフォード
- 1890: 引き分け
- 1891: ケンブリッジ
- 1892: 引き分け
- 1893: オックスフォード
- 1894: 引き分け
- 1895: ケンブリッジ
- 1896: オックスフォード
- 1897: オックスフォード
- 1898: ケンブリッジ
- 1899: ケンブリッジ
- 1900: オックスフォード
- 1901: オックスフォード
- 1902: 引き分け
- 1903: オックスフォード
- 1904: ケンブリッジ
- 1905: ケンブリッジ
- 1906: オックスフォード
- 1907: オックスフォード
- 1908: 引き分け
- 1909: オックスフォード
- 1910: オックスフォード
- 1911: オックスフォード
- 1912: ケンブリッジ
- 1913: ケンブリッジ
- 1914: 開催されず
- 1915: 開催されず
- 1916: 開催されず
- 1917: 開催されず
- 1918: 開催されず
- 1919: ケンブリッジ
- 1920: オックスフォード
- 1921: オックスフォード
- 1922: ケンブリッジ
- 1923: オックスフォード
- 1924: オックスフォード
- 1925: ケンブリッジ
- 1926: ケンブリッジ
- 1927: ケンブリッジ
- 1928: ケンブリッジ
- 1929: オックスフォード
- 1930: 引き分け
- 1931: オックスフォード
- 1932: オックスフォード
- 1933: オックスフォード
- 1934: ケンブリッジ
- 1935: 引き分け
- 1936: ケンブリッジ
- 1937: オックスフォード
- 1938: ケンブリッジ
- 1939: 開催されず
- 1940: 開催されず
- 1941: 開催されず
- 1942: 開催されず
- 1943: 開催されず
- 1944: 開催されず
- 1945: ケンブリッジ
- 1946: オックスフォード
- 1947: ケンブリッジ
- 1948: オックスフォード
- 1949: オックスフォード
- 1950: オックスフォード
- 1951: オックスフォード
- 1952: ケンブリッジ
- 1953: 引き分け
- 1954: ケンブリッジ
- 1955: オックスフォード
- 1956: ケンブリッジ
- 1957: オックスフォード
- 1958: ケンブリッジ
- 1959: オックスフォード
- 1960: ケンブリッジ
- 1961: ケンブリッジ
- 1962: ケンブリッジ
- 1963: ケンブリッジ
- 1964: オックスフォード
- 1965: 引き分け
- 1966: オックスフォード
- 1967: ケンブリッジ
- 1968: ケンブリッジ
- 1969: オックスフォード
- 1970: オックスフォード
- 1971: オックスフォード
- 1972: ケンブリッジ
- 1973: ケンブリッジ
- 1974: ケンブリッジ
- 1975: ケンブリッジ
- 1976: ケンブリッジ
- 1977: オックスフォード
- 1978: ケンブリッジ
- 1979: オックスフォード
- 1980: ケンブリッジ
- 1981: ケンブリッジ
- 1982: ケンブリッジ
- 1983: ケンブリッジ
- 1984: ケンブリッジ
- 1985: オックスフォード
- 1986: オックスフォード
- 1987: ケンブリッジ
- 1988: オックスフォード
- 1989: ケンブリッジ
- 1990: オックスフォード
- 1991: ケンブリッジ
- 1992: ケンブリッジ
- 1993: オックスフォード
- 1994: ケンブリッジ
- 1995: ケンブリッジ
- 1996: ケンブリッジ
- 1997: ケンブリッジ
- 1998: ケンブリッジ
- 1999: オックスフォード
- 2000: オックスフォード
- 2001: オックスフォード
- 2002: ケンブリッジ
- 2003: 引き分け
- 2004: オックスフォード
- 2005: ケンブリッジ
- 2006: ケンブリッジ
- 2007: ケンブリッジ
- 2008: オックスフォード
- 2009: ケンブリッジ
- 2010: オックスフォード
- 2011: オックスフォード
- 2012: オックスフォード
- 2013: オックスフォード
- 2014: オックスフォード
- 2015: オックスフォード
- 2016: ケンブリッジ
- 2017: ケンブリッジ
- 2018: オックスフォード
- 2019: ケンブリッジ
- 2020: 開催されず
- 2021: オックスフォード
- 2022: オックスフォード
- 2023: ケンブリッジ

#### 合計
| 試合数 | ケンブリッジの勝利 | オックスフォードの勝利 | 引き分け |
| ------ | ------------------ | ---------------------- | -------- |
| 141    | 65                 | 62                     | 14       |

### 女子
- 1988: ケンブリッジ
- 1989: オックスフォード
- 1990: オックスフォード
- 1991: オックスフォード
- 1992: オックスフォード
- 1993: オックスフォード
- 1994: オックスフォード
- 1995: オックスフォード
- 1996: オックスフォード
- 1997: オックスフォード
- 1998: オックスフォード
- 1999: オックスフォード
- 2000: オックスフォード
- 2001: オックスフォード
- 2002: ケンブリッジ
- 2003: ケンブリッジ
- 2003: ケンブリッジ
- 2004: オックスフォード
- 2005: ケンブリッジ
- 2006: オックスフォード
- 2007: オックスフォード
- 2008: ケンブリッジ
- 2009: ケンブリッジ
- 2010: ケンブリッジ
- 2011: ケンブリッジ
- 2012: オックスフォード
- 2013: オックスフォード
- 2014: オックスフォード
- 2015: ケンブリッジ
- 2016: オックスフォード
- 2017: ケンブリッジ
- 2018: ケンブリッジ
- 2019: ケンブリッジ
- 2020: 開催されず
- 2021: ケンブリッジ
- 2022: 引き分け (10-10)
- 2023: オックスフォード

#### 合計
| 試合数 | ケンブリッジの勝利 | オックスフォードの勝利 | 引き分け |
| ------ | ------------------ | ---------------------- | -------- |
| 35     | 13                 | 21                     | 1        |